# سرژ مزونز
سرژ مزونز (انگلیسی: Serge Mesonès; ۱۵ مارس ۱۹۴۸ – ۱ نوامبر ۲۰۰۱) بازیکن فوتبال، و سیاستمدار اهل فرانسه بود.
از باشگاه‌هایی که در آن بازی کرده‌است می‌توان به باشگاه فوتبال نانسی و باشگاه فوتبال اوسر اشاره کرد.